# Belisana junkoae
Belisana junkoae là một loài nhện trong họ Pholcidae. Loài này được phát hiện ở Đài Loan & Nhật Bản.